# Liga mistrů AFC 2011
Ročník 2011 Ligy mistrů AFC (anglicky AFC Champions League) byl 30. ročníkem klubové soutěže pro nejlepší asijské fotbalové týmy. Vítězem se stal tým Al-Sadd SC, který tak postoupil na Mistrovství světa ve fotbale klubů 2011.

## Kvalifikace
Hrána jednozápasovým systémem od 12. do 19. února.

### Západní Asie
| Tým #1     | Výsledek   | Tým #2     |
| Semifinále | Semifinále | Semifinále |
| ---------- | ---------- | ---------- |
| Al-Sadd SC | 5–1        | Al-Ittihad |
| Finále     |            |            |
| Al-Sadd SC | 2–0        | Dempo SC   |

### Východní Asie
| Tým #1       | Výsledek                | Tým #2            |
| Semifinále   | Semifinále              | Semifinále        |
| ------------ | ----------------------- | ----------------- |
| Sriwijaya FC | 2–2 (prodl.) (7–6 pen.) | Muangthong United |
| Finále       |                         |                   |
| Sriwijaya FC | 0–4                     | Al Ajn FC         |

## Základní skupiny
Hrány od 1. března do 11. května.

### Skupina A
| Tým            | Z | V | R | P | VG | IG | +/- | B  |
| -------------- | - | - | - | - | -- | -- | --- | -- |
| Sepahan FC     | 6 | 4 | 1 | 1 | 14 | 5  | +9  | 13 |
| Al-Hilal       | 6 | 4 | 1 | 1 | 11 | 6  | +5  | 13 |
| Al-Gharafa     | 6 | 2 | 1 | 3 | 6  | 7  | −1  | 7  |
| Al Jazira Club | 6 | 0 | 1 | 5 | 7  | 20 | −13 | 1  |

|                | GHA | HIL | JAZ | SEP |
| -------------- | --- | --- | --- | --- |
| Al-Gharafa     |     | 0–1 | 5–2 | 1–0 |
| Al-Hilal       | 2–0 |     | 3–1 | 1–2 |
| Al Jazira Club | 0–0 | 2–3 |     | 1–4 |
| Sepahan FC     | 2–0 | 1–1 | 5–1 |     |

### Skupina B
| Tým          | Z | V | R | P | VG | IG | +/- | B  |
| ------------ | - | - | - | - | -- | -- | --- | -- |
| Al-Sadd SC   | 6 | 2 | 4 | 0 | 8  | 6  | +2  | 10 |
| Al-Nassr     | 6 | 2 | 2 | 2 | 10 | 7  | +3  | 8  |
| Esteghlal FC | 6 | 2 | 2 | 2 | 11 | 10 | +1  | 8  |
| Pachtakor    | 6 | 1 | 2 | 3 | 8  | 14 | −6  | 5  |

|              | NAS | SAD | EST | PAK |
| ------------ | --- | --- | --- | --- |
| Al-Nassr     |     | 1–1 | 2–1 | 4–0 |
| Al-Sadd SC   | 1–0 |     | 2–2 | 2–1 |
| Esteghlal FC | 2–1 | 1–1 |     | 4–2 |
| Pachtakor    | 2–2 | 1–1 | 2–1 |     |

### Skupina C
| Tým           | Z | V | R | P | VG | IG | +/- | B  |
| ------------- | - | - | - | - | -- | -- | --- | -- |
| Al Ittihad    | 6 | 3 | 2 | 1 | 10 | 5  | +5  | 11 |
| PFK Bunjodkor | 6 | 2 | 3 | 1 | 8  | 6  | +2  | 9  |
| Al-Wahda      | 6 | 1 | 3 | 2 | 6  | 8  | −2  | 6  |
| Persepolis FC | 6 | 1 | 2 | 3 | 6  | 11 | −5  | 5  |

|               | ITT | WAH | BUN | PER |
| ------------- | --- | --- | --- | --- |
| Al Ittihad    |     | 0–0 | 1–1 | 3–1 |
| Al-Wahda      | 0–3 |     | 1–1 | 2–0 |
| PFK Bunjodkor | 0–1 | 3–2 |     | 0–0 |
| Persepolis FC | 3–2 | 1–1 | 1–3 |     |

### Skupina D
| Tým        | Z | V | R | P | VG | IG | +/- | B  |
| ---------- | - | - | - | - | -- | -- | --- | -- |
| Zob Ahan   | 6 | 4 | 1 | 1 | 7  | 3  | +4  | 13 |
| Ash-Shabab | 6 | 3 | 2 | 1 | 8  | 4  | +4  | 11 |
| Emirates   | 6 | 2 | 0 | 4 | 6  | 10 | −4  | 6  |
| Al-Rayyan  | 6 | 1 | 1 | 4 | 4  | 8  | −4  | 4  |

|            | RAY | SHA | EMI | ZOB |
| ---------- | --- | --- | --- | --- |
| Al-Rayyan  |     | 1–1 | 2–0 | 1–3 |
| Ash-Shabab | 1–0 |     | 4–1 | 0–0 |
| Emirates   | 2–0 | 2–1 |     | 0–1 |
| Zob Ahan   | 1–0 | 0–1 | 2–1 |     |

### Skupina E
| Tým               | Z | V | R | P | VG | IG | +/- | B  |
| ----------------- | - | - | - | - | -- | -- | --- | -- |
| Gamba Osaka       | 6 | 3 | 1 | 2 | 13 | 7  | +6  | 10 |
| Tianjin Teda      | 6 | 3 | 1 | 2 | 8  | 6  | +2  | 10 |
| Jeju United       | 6 | 2 | 1 | 3 | 6  | 10 | −4  | 7  |
| Melbourne Victory | 6 | 1 | 3 | 2 | 7  | 11 | −4  | 6  |

|                   | GAM | JEJ | MEL | TIA |
| ----------------- | --- | --- | --- | --- |
| Gamba Osaka       |     | 3–1 | 5–1 | 2–0 |
| Jeju United       | 2–1 |     | 1–1 | 0–1 |
| Melbourne Victory | 1–1 | 1–2 |     | 2–1 |
| Tianjin Teda      | 2–1 | 3–0 | 1–1 |     |

### Skupina F
| Tým                | Z | V | R | P | VG | IG | +/- | B  |
| ------------------ | - | - | - | - | -- | -- | --- | -- |
| FC Seoul           | 6 | 3 | 2 | 1 | 9  | 4  | +5  | 11 |
| Nagoya Grampus     | 6 | 3 | 1 | 2 | 9  | 6  | +3  | 10 |
| Al Ajn FC          | 6 | 2 | 1 | 3 | 4  | 9  | −5  | 7  |
| Hangzhou Greentown | 6 | 1 | 2 | 3 | 3  | 6  | −3  | 5  |

|                    | AIN | HAN | NAG | SEO |
| ------------------ | --- | --- | --- | --- |
| Al Ajn FC          |     | 1–0 | 3–1 | 0–1 |
| Hangzhou Greentown | 0–0 |     | 2–0 | 1–1 |
| Nagoya Grampus     | 4–0 | 1–0 |     | 1–1 |
| FC Seoul           | 3–0 | 3–0 | 0–2 |     |

### Skupina G
| Tým                    | Z | V | R | P | VG | IG | +/- | B  |
| ---------------------- | - | - | - | - | -- | -- | --- | -- |
| Jeonbuk Hyundai Motors | 6 | 5 | 0 | 1 | 14 | 2  | +12 | 15 |
| Cerezo Ósaka           | 6 | 4 | 0 | 2 | 11 | 4  | +7  | 12 |
| Shandong Luneng        | 6 | 2 | 1 | 3 | 9  | 8  | +1  | 7  |
| Arema FC               | 6 | 0 | 1 | 5 | 2  | 22 | −20 | 1  |

|                        | ARE | CER | JEO | SHL |
| ---------------------- | --- | --- | --- | --- |
| Arema FC               |     | 0–4 | 0–4 | 1–1 |
| Cerezo Ósaka           | 2–1 |     | 1–0 | 4–0 |
| Jeonbuk Hyundai Motors | 6–0 | 1–0 |     | 1–0 |
| Shandong Luneng        | 5–0 | 2–0 | 1–2 |     |

### Skupina H
| Tým                     | Z | V | R | P | VG | IG | +/- | B  |
| ----------------------- | - | - | - | - | -- | -- | --- | -- |
| Suwon Samsung Bluewings | 6 | 3 | 3 | 0 | 12 | 3  | +9  | 12 |
| Kašima Antlers          | 6 | 3 | 3 | 0 | 9  | 3  | +6  | 12 |
| Sydney FC               | 6 | 1 | 2 | 3 | 6  | 11 | −5  | 5  |
| Shanghai Shenhua        | 6 | 0 | 2 | 4 | 3  | 13 | −10 | 2  |

|                         | KSH | SHS | SUW | SYD |
| ----------------------- | --- | --- | --- | --- |
| Kašima Antlers          |     | 2–0 | 1–1 | 2–1 |
| Shanghai Shenhua        | 0–0 |     | 0–3 | 2–3 |
| Suwon Samsung Bluewings | 1–1 | 4–0 |     | 3–1 |
| Sydney FC               | 0–3 | 1–1 | 0–0 |     |

## Play off

### Osmifinále
Hráno na hřišti lepšího týmu ze skupiny na jeden zápas ve dnech 24. a 25. května.
| Tým #1                  | Výsledek | Tým #2         |
| ----------------------- | -------- | -------------- |
| Sepahan FC              | 3–1      | PFK Bunjodkor  |
| Al Ittihad              | 3–1      | Al-Hilal       |
| Al-Sadd SC              | 1–0      | Ash-Shabab     |
| Zob Ahan                | 4–1      | Al-Nassr       |
| Gamba Osaka             | 0–1      | Cerezo Ósaka   |
| Jeonbuk Hyundai Motors  | 3–0      | Tianjin Teda   |
| FC Seoul                | 3–0      | Kašima Antlers |
| Suwon Samsung Bluewings | 2–0      | Nagoya Grampus |

### Čtvrtfinále
První zápasy hrány 14., odvety 27. a 28. září.
| Domácí v 1. zápase      | Celkem | Hosté v 1. zápase      | 1. zápas | 2. zápas     |
| ----------------------- | ------ | ---------------------- | -------- | ------------ |
| Cerezo Ósaka            | 5–9    | Jeonbuk Hyundai Motors | 4–3      | 1–6          |
| Al Ittihad              | 3–2    | FC Seoul               | 3–1      | 0–1          |
| Sepahan FC              | 2–4    | Al-Sadd SC             | 0–31     | 2–1          |
| Suwon Samsung Bluewings | 3–2    | Zob Ahan               | 1–1      | 2–1 (prodl.) |

1 Kontumace.

### Semifinále
Úvodní zápasy hrány 19. a odvety 26. října.
| Domácí v 1. zápase      | Celkem | Hosté v 1. zápase      | 1. zápas | 2. zápas |
| ----------------------- | ------ | ---------------------- | -------- | -------- |
| Suwon Samsung Bluewings | 1–2    | Al-Sadd SC             | 0–2      | 1–0      |
| Al Ittihad              | 3–5    | Jeonbuk Hyundai Motors | 2–3      | 1–2      |

### Finále
Hráno na hřišti jednoho z finalistů. Pořadatele určil náhodný los.
| 5. listopadu 2011 19:00 UTC+09:00 |                |                                  |                                                                                       |
| Jeonbuk Hyundai Motors            | 2 – 2 (prodl.) | Al-Sadd SC                       | Jeonju World Cup Stadium, Jeonju diváci: 41 805 rozhodčí: Ravšan Irmatov (Uzbekistán) |
| Eninho 17' Lee Seung-Hyun 90+2'   | Report         | Sim Woo-Yeon 30' (vl.) Keïta 61' | Jeonju World Cup Stadium, Jeonju diváci: 41 805 rozhodčí: Ravšan Irmatov (Uzbekistán) |

|                                                |       | Penaltový rozstřel                         |  |
| Eninho Kim Dong-Chan Park Won-Jae Kim Sang-Sik | 2 – 4 | Niang Al Haidos Lee Jung-Soo Majid Belhadj |  |

| Liga mistrů AFC 2011 Al-Sadd SC Druhý titul |